# Lerup-Tranum Kommune
Lerup-Tranum Kommune var en kommune i Øster Han Herred i Hjørring Amt.